# Вулкан (Южный Парк)
«Вулкан» (англ. Volcano) — третий эпизод первого сезона мультсериала «Южный парк», его премьера состоялась 20 августа 1997 года. Технически был третьим, но фактически является вторым, так как был показан следующим после эпизода «Картман и анальный зонд» и ранее эпизода «Набор веса 4000».

## Сюжет
Стэн, Кайл, Картман и Кенни отправляются на охоту вместе с дядей Стэна Джимбо и его приятелем Недом. По пути и вскоре после прибытия на место Джимбо объясняет мальчикам основные правила поведения на охоте: во-первых, «Охота без пива — это всё равно что рыбалка без бухла» (и, следовательно, с ружьями надо обращаться осторожнее, иначе ими можно задеть и разлить пиво). Во-вторых, можно убивать любых животных, включая оленей и кроликов, но перед выстрелом надо кричать: «Он хочет на нас напасть!», поскольку, согласно новым законам, животных можно убивать только с целью самозащиты.
Действие переносится в город. В геологической лаборатории сидит Рэнди, который внезапно замечает подозрительные показания счётчика. Он докладывает об этом мэру — ведь, судя по всему, это означает приближение извержения вулкана. Шеф сообщает, что в горы как раз отправилось несколько учеников третьего класса.
Ночью охотники сидят у костра и рассказывают страшные истории. Картман рассказывает о существе по имени Сказложоп, у которого вместо руки — сельдерей, а вместо ноги — телеактёр Патрик Даффи. Когда никто не пугается, он решает напугать всех по-настоящему. В это же время Стэн переживает из-за того, что Джимбо восхищается Кенни и даже объявляет его своим «почётным племянником», в то время как сам Стэн даже не способен выстрелить в животное.
Мэр делает заявления по телевидению. При этом она постоянно опирается на поддержку двоих помощников и стилиста и делает по несколько дублей, чтобы её реплики звучали подраматичнее. Офицер Барбреди демонстрирует населению образовательный фильм «Лава и вы».
Картман переодевается в костюм Сказложопа и пытается напугать охотников. Те верят, что это настоящий Сказложоп, и решают его убить. Тот убегает по горам и в последний момент показывает своё лицо. В то же время начинается извержение. В городе решено прорыть канал, по которому лава уйдёт из города; подбежав к этому каналу, охотники понимают, что им не перебраться.
Тут появляется настоящий Сказложоп (с Патриком Даффи вместо ноги). Он спасает охотников. Весь город восхищён монстром, который оказывается добрым, но тут в него стреляет Стэн и радуется, что наконец-то смог кого-то убить. Джимбо говорит, что, даже если Стэн не научился бы охотиться, он был бы его любимым племянником. В итоге дети решают, что охота — это тупость, и идут смотреть мультики.

## Смерть Кенни
Когда вулкан извергается, огромный ком лавы накрывает Кенни. Кайл говорит: «О боже мой! Они убили Кенни!», но через некоторое время тот выбирается оттуда невредимым, и тут его снова накрывает лава, якобы окончательно, но позже Кенни вновь присоединяется к друзьям. Когда Стэн убивает Сказложопа, Нед говорит, что понял всю жестокость охоты, кидает ружьё на землю, оно стреляет и убивает Кенни.

## Персонажи
В этом эпизоде впервые появляются:
- Нед Герблански
- Рэнди Марш
- Сказложоп
- Джимбо Керн

## Пародии
- Чёрно-белый фильм «Лава и вы» — пародия на короткометражные фильмы 50-х, посвящённые основам самозащиты, в особенности на фильм «Пригнись и накройся».
- Когда Кайл говорит, что Патрик Даффи вместо ноги — это не страшно, Картман говорит: «Ты что, не видел Step By Step»? «Step By Step» — ситком с Даффи в главной роли.
- Также имеет место пародия на фильм 1997 г. «Вулкан» с Томми Ли Джонсом в главной роли, где жители города пытались отвести лаву по специально созданному каналу.

## Факты
- В «несерьёзных» вступлениях, которые на DVD c первым сезоном присутствуют перед каждым эпизодом, Мэтт Стоун и Трей Паркер сказали, что идею с «Он хочет на нас напасть» им подсказал реальный случай, имевший место в Колорадо: охотник, стрелявший в медведицу с детёнышами из-за дерева, сказал затем, что это была самозащита.
- Номер дома Картмана — 1002.
- У костра Нед поёт популярную народную песню «Kumbaya».
- В переводе на испанский Патрик Даффи был заменён на Рики Мартина, на венгерский — на Тома Круза.
- Часы на геологической станции показывают верное время с корректным смещением в New York, Los Angeles и South Park.
- В диалоге Картмана, Стэна и Неда есть намёк, что Нед воевал во Вьетнаме (о чём подробнее говорится в серии «Мексиканская зырящая лягушка с южной Шри-Ланки»).
- Когда жители South Park радуются тому, что их показывают по телевизору, виден плакат John 3:16. Подобными плакатами (Austin 3:16) встречают во время боя звезду рестлинга Stone Cold Steve Austin'a.
- В момент извержения Кенни находился рядом с остальными, но, когда на него падает лавовая бомба, рядом никого нет.

## Критика
«Вулкан» получил в целом положительные отзывы. Критик USA Today Мэтт Руш высоко оценил этот эпизод. The Advertiser назвал эту серию «возмутительно непристойной» и «истерически смешной». Критик Washington Post Том Шейлз посчитал этот эпизод более забавным, чем его предшественника «Набор веса 4000». Питер Хоуз из «Санди Стар-Таймс» написал, что этот эпизод был забавным и умным, добавив: «И снова национальная психика США неуклонно запечатлена грубой карикатурой».